# Vasili Kuznetsov (atleta)
Vasili Kuznetsov (Unión Soviética, 7 de febrero de 1932-6 de agosto de 2001) fue un atleta soviético especializado en la prueba de decatlón, en la que consiguió ser campeón europeo en 1954, y medallista de bronce olímpico en 1960.

## Carrera deportiva
En los JJ. OO. de Roma 1960 ganó la medalla de bronce en la competición de decatlón, con una puntuación de 7809 puntos, quedando en el podio tras el estadounidense Rafer Johnson que con 8392 puntos consiguió el récord olímpico, y el taiwanés Yang Chuan-Kwang (plata con 8334 puntos).
En el Campeonato Europeo de Atletismo de 1954 ganó la medalla de oro en la competición de decatlón, con una puntuación de 6752 puntos, superando al finlandés Torbjörn Lassenius y al alemán Heinz Oberbeck (bronce con 6263 puntos).